# Большечерниговский район
Большечерни́говский райо́н — административно-территориальная единица в Самарской области России. В границах района образован одноимённый муниципальный район.
Административный центр — село Большая Черниговка.

## География
Район расположен в степной зоне на юге Самарской области. Граничит с Казахстаном, Саратовской, Оренбургской областями, Большеглушицким районом , Пестравским районами Самарской области. Недалеко от посёлка Кошкин установлена  вышка в точке, где сходятся границы Самарской, Саратовской, Оренбургской областей и республики Казахстан. Площадь территории — 2805,9 кв.км
Основная река — Большой Иргиз занесён в книгу  рекордов Гиннеса, как самая извилистая река в мире. В районе добывается нефть

## История
Район образован в 1935 году при образовании Куйбышевского края (области). До этого он относился к Николаевскому уезду Самарской губернии. Его возникновение связано с Указами Петра I по заселению Поволжья в целях развития сельского хозяйства, до этого регион находился во власти Ногайской орды. Далее Екатерина II издаёт в 1762 и 1764 гг. манифесты, которыми велит селиться ниже города Самары по реке Волге до устья реки Иргиза и вверх по Иргизу. По пятой переписи населения 1794 года на левой стороне Вольского уезда насчитывалось 34 селения, в том числе — село Большая Глушица. Район  с середины XIX века заселялся в основном переселенцами из Черниговской губернии, что нашло свое отражение в гербе Большечерниговского района, за основу композиции герба взята фигура чёрного орла из герба города Чернигова.

## Население
| 2002    | 2008    | 2010    | 2011    | 2012    | 2013    | 2014    | 2015    | 2016    |
| ------- | ------- | ------- | ------- | ------- | ------- | ------- | ------- | ------- |
| 20 766  | ↘18 501 | ↗19 153 | ↘19 017 | ↘18 711 | ↘18 525 | ↘18 380 | ↘18 199 | ↘17 984 |
| 2017    | 2018    | 2019    | 2020    | 2021    |         |         |         |         |
| ↘17 790 | ↘17 499 | ↘17 269 | ↘17 064 | ↗17 692 |         |         |         |         |

Район является регионом компактного проживания башкир, так перепись 1989 года показала в районе 2 159 башкир, которые проживают в деревнях Денгизбаево (Дингезбай), Хасьяново (Хасан), Имелеевка (Ималай), Кочкиновка (Каскын, Таллы), Иргизский (Ыргыз), Костино, Кинзягулово (Киньягул), Утекаево (Бурзян). По данным на 2008 г. из 19 670 человек населения района русских 12 987, а в шести компактно расположенных башкирских деревнях насчитывается 2 207 башкир. В районе есть и другие национальности (данные 2010 г.): чуваши (1 284 чел.), украинцы, мордва (495 чел.), казахи, татары (556 чел.). В 1999 году в районе создано национально-культурное объединение — Большечерниговская районная общественная организация Башкирский культурный центр «Иргиз».

## Административно-муниципальное устройство
В Большечерниговском районе девять сельских поселений:
| № | Сельские поселения                    | Административный центр    | Количество населённых пунктов | Население | Площадь, км2 |
| - | ------------------------------------- | ------------------------- | ----------------------------- | --------- | ------------ |
| 1 | Сельское поселение Августовка         | село Августовка           | 4                             | ↘2466     | 318,11       |
| 2 | Сельское поселение Большая Черниговка | село Большая Черниговка   | 4                             | ↗6745     | 412,96       |
| 3 | Сельское поселение Восточный          | посёлок Восточный         | 4                             | ↘1027     | 341,94       |
| 4 | Сельское поселение Глушицкий          | посёлок Глушицкий         | 3                             | ↗1907     | 328,96       |
| 5 | Сельское поселение Краснооктябрьский  | посёлок Краснооктябрьский | 6                             | ↗1048     | 460,85       |
| 6 | Сельское поселение Пензено            | посёлок Пензено           | 2                             | ↗1060     | 168,30       |
| 7 | Сельское поселение Петровский         | посёлок Петровский        | 3                             | ↗976      | 213,03       |
| 8 | Сельское поселение Поляков            | посёлок Поляков           | 3                             | ↘920      | 212,96       |
| 9 | Сельское поселение Украинка           | село Украинка             | 5                             | ↗1543     | 351,45       |

## Населённые пункты
Распределение населения района:
 Большая Черниговка (34,99 %) Августовка  (14,85 %) Глушицкий  (8,94 %) Украинка  (4,97 %) Восточный  (4,39 %) Остальные (31,86 %)
| №  | Населённый пункт   | Тип                          | Население | Муниципальное образование             |
| -- | ------------------ | ---------------------------- | --------- | ------------------------------------- |
| 1  | Августовка         | село                         | ↗2628     | Сельское поселение Августовка         |
| 2  | Аверьяновский      | посёлок                      | ↘477      | Сельское поселение Петровский         |
| 3  | Алексеевский       | посёлок                      | ↘359      | Сельское поселение Поляков            |
| 4  | Благодатовка       | село                         | ↗449      | Сельское поселение Глушицкий          |
| 5  | Большая Черниговка | село, административный центр | ↘6191     | Сельское поселение Большая Черниговка |
| 6  | Верхние Росташи    | посёлок                      | ↘208      | Сельское поселение Восточный          |
| 7  | Восточный          | посёлок                      | ↗776      | Сельское поселение Восточный          |
| 8  | Глушицкий          | посёлок                      | ↘1581     | Сельское поселение Глушицкий          |
| 9  | Гусиха             | посёлок                      | →36       | Сельское поселение Большая Черниговка |
| 10 | Денгизбаево        | деревня                      | ↘136      | Сельское поселение Украинка           |
| 11 | Имелеевка          | деревня                      | ↘252      | Сельское поселение Украинка           |
| 12 | Иргизский          | посёлок                      | ↘293      | Сельское поселение Украинка           |
| 13 | Исток              | посёлок                      | ↘147      | Сельское поселение Краснооктябрьский  |
| 14 | Кинзягулово        | посёлок                      | ↗47       | Сельское поселение Краснооктябрьский  |
| 15 | Костино            | посёлок                      | ↗251      | Сельское поселение Краснооктябрьский  |
| 16 | Кочкиновка         | посёлок                      | →169      | Сельское поселение Большая Черниговка |
| 17 | Кошкин             | посёлок                      | ↘55       | Сельское поселение Поляков            |
| 18 | Краснооктябрьский  | посёлок                      | ↗708      | Сельское поселение Краснооктябрьский  |
| 19 | Малая Черниговка   | посёлок                      | ↘127      | Сельское поселение Августовка         |
| 20 | Новый Камелик      | село                         | ↘515      | Сельское поселение Пензено            |
| 21 | Паньшино           | посёлок                      | ↘131      | Сельское поселение Августовка         |
| 22 | Пекилянка          | посёлок                      | ↗449      | Сельское поселение Августовка         |
| 23 | Пензено            | посёлок                      | ↗528      | Сельское поселение Пензено            |
| 24 | Петровский         | посёлок                      | →456      | Сельское поселение Петровский         |
| 25 | Поляков            | посёлок                      | ↗705      | Сельское поселение Поляков            |
| 26 | Полянский          | посёлок                      | ↘216      | Сельское поселение Восточный          |
| 27 | Сёстры             | посёлок                      | ↗147      | Сельское поселение Петровский         |
| 28 | Торшиловский       | посёлок                      | ↘420      | Сельское поселение Глушицкий          |
| 29 | Украинка           | село                         | ↘880      | Сельское поселение Украинка           |
| 30 | Устряловский       | посёлок                      | ↘138      | Сельское поселение Восточный          |
| 31 | Утекаево           | деревня                      | ↘90       | Сельское поселение Украинка           |
| 32 | Фитали             | посёлок                      | →0        | Сельское поселение Краснооктябрьский  |
| 33 | Хасьяново          | посёлок                      | →0        | Сельское поселение Краснооктябрьский  |
| 34 | Шумовский          | посёлок                      | →550      | Сельское поселение Большая Черниговка |

Упразднённые населённые пункты:
- 2001 год — поселок Петровский (Шумовский сельсовет) и кошары Воронов мост, Зубовский, Мирониха, Дом Вандышевых[22].
- 2004 год — кошара Южная Черемушка[23].

## Экономика
Сельское хозяйство — основа экономики района.
На территории района работают сельскохозяйственные предприятия, крестьянско-фермерские хозяйства, хозяйства индивидуальных предпринимателей. Значительные объёмы сельскохозяйственной продукции приходятся на личные подсобные хозяйства населения, в которых производится до 100 % картофеля и овощей, яиц, мяса птицы, свинины, продукции овцеводства. Площадь сельскохозяйственных угодий — 261 633 га, в том числе пашни — 192 573 га.
По состоянию на 1 января 2008 года отрасль Сельское хозяйство было представлена 58 сельхозтоваропроизводителями. Промышленная структура экономической базы отличается узким спектром объектов хозяйственной специализации с явным преобладанием одной отрасли нефтеперерабатывающей промышленности. Строительная отрасль представлена небольшими строительными организациями: ООО «Газсельстрой», ООО «Строитель». В районе преобладают ремонтные работы, работы по газификации, жилищно-коммунальное строительство и реконструкция.

## Здравоохранение
Большечерниговский район обслуживает ГБУЗ Самарской области «Большечерниговская центральная районная больница».

## Транспорт
Расстояние между районным центром и Самарой 143 км, автотрасса «Самара—Большая Черниговка—граница Казахстана». Расстояние и ближайший маршрут от районного центра до аэропорта «Курумоч» 200 км. Расстояние до ближайших железнодорожных грузовой и пассажирской станций: грузовая 6 км («Черниговка», ранее оттуда ходили (возможно ходят до сих пор) пригородные поезда до Бузулука), пассажирская — 145 км (Самара).